# Смільник (Бещадський повіт)
Смільник (пол. Smolnik) — село в Польщі, у гміні Літовищі Бещадського повіту Підкарпатського воєводства. Колишнє бойківське село.
Населення — 180 осіб (2011).

## Назва
Під час кампанії перейменування українських назв село в 1977—1981 рр. називалось Остра (пол. Ostra).

## Історія

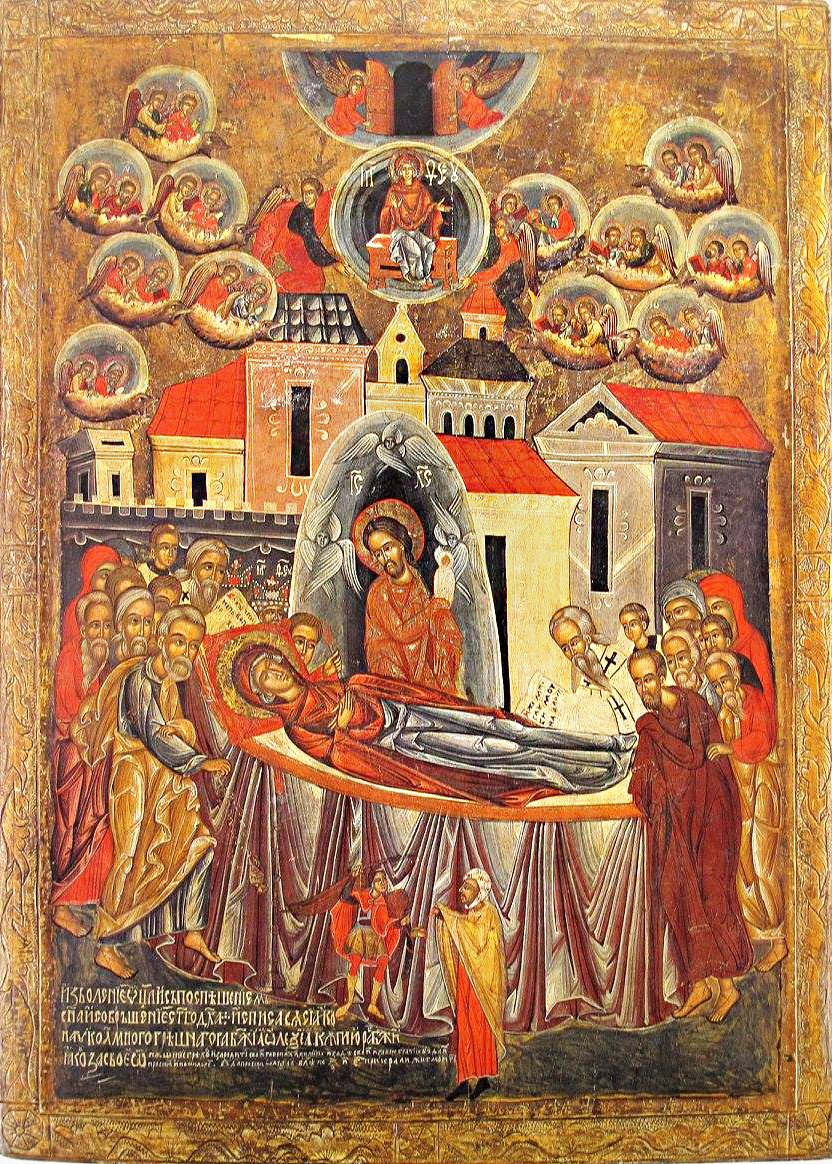
Ікона Успіння Богородиці авторства Олексія Горошковича із церкви у Смільнику над Сяном, середина XVI ст.

Закріпачене в 1580 року в маєтностях Кмітів на волоському праві. До 1772 р. село було в складі Перемишльській землі Руського воєводства.
У 1772–1918 рр. село було у складі Австро-Угорської монархії, у провінції Королівство Галичини та Володимирії. У 1876 р. був відкритий перший у Західних Бескидах паровий тартак. У 1889 році село належало до Ліського повіту, в селі нараховувалося 58 будинків (9 у фільварку) і 562 жителі (179 у фільварку), з них 371 греко-католик, 73 римо-католики, 74 юдеї та 34 інших віровизнань.
У 1919–1939 рр. — у складі Польщі. Село належало до Ліського повіту Львівського воєводства, у 1934–1939 рр. входило до складу ґміни Літовищі. У 1921 р. в селі було 87 будинків і 580 мешканців (433 греко-католиків, 64 римо-католики, 79 юдеїв і 4 інших віровизнань). На 01.01.1939 у селі було 800 жителів, з них 630 українців-грекокатоликів, 20 українців-римокатоликів, 50 поляків і 100 євреїв.
У 1940–1951 рр. село належало до Нижньо-Устрицького району Дрогобицької області, була Смільницька сільрада. У 1950 р. в 47 будинках проживало 270 осіб. У рамках договору обміну територіями 1951 року все українське населення насильно виселене до УРСР, більшість — до села Гаврилівка Херсонської області.
У 1975-1998 роках село належало до Кросненського воєводства.

## Церква
Перша згадка про наявність у селі церкви походить із податкового реєстру 1589 року. Спалена татарами в 1672 році, але того ж року збудована нова.
У 1791 р. на новому місці в центрі села збудована дерев'яна церква св. Михаїла, була парафіяльною церквою Затварницького деканату (з 1924 р. — Лютовиського деканату) Перемишльської єпархії УГКЦ. Після виселення українців стояла пусткою, в 1974 р. перетворена на костел, при цьому було знищене автентичне внутрішнє оздоблення. Завдяки збереженню зовнішнього вигляду колишня церква все ж була занесена до Списку Світової спадщини ЮНЕСКО в числі дерев'яних церков карпатського регіону Польщі й України. Дві ікони зі смільницької церкви, датовані 1547 роком перебувають у львівському музеї.

## Школа
Перша згадка походить з 1848 р., вчителем був Іван Шимчак, який навчав 11 дітей. У 1895 р. збудована нова школа, яка з 1904 р. розпочала діяльність як однокласова (тобто, навчання дітей різного віку одним учителем) школа з 1904 р., однак згоріла під час першої світової війни. У 1922 р. почали будову нової і з 1928 р. відкрили школу з українською мовою навчання. Також у селі діяла читальня «Просвіти».

## Демографія
Демографічна структура станом на 31 березня 2011 року:
|          | Загалом | Допрацездатний вік | Працездатний вік | Постпрацездатний вік |
| -------- | ------- | ------------------ | ---------------- | -------------------- |
| Чоловіки | 92      | 20                 | 65               | 7                    |
| Жінки    | 88      | 25                 | 53               | 10                   |
| Разом    | 180     | 45                 | 118              | 17                   |